# 合衆国陸軍協会
合衆国陸軍協会（がっしゅうこくりくぐんきょうかい、英語：Association of the United States Army、略称：AUSA）は、主にアメリカ合衆国陸軍の為の活動グループとして機能する民間の非営利団体である。協会は1950年に設立され、世界125箇所に支部を要している。会員資格については、誰にでも門戸が開かれており、将兵達の入会は義務付けられてはいない。協会は機関誌として「アーミーマガジン（ARMY Magazine）」と「グリーンブック（Green Book）」を発行しており、そして陸戦の為に研究学会を運営している。

## 使命
合衆国陸軍協会には3つの公式ミッションを保持している。
1. 全陸軍部隊の意見を代表すること。
2. 国家安全保障における陸軍の役割について一般的な支援の促進。
3. 専門教育と情報プログラム

## 会員
合衆国陸軍協会には現在、退役将兵と予備役将兵、士官候補生、政府機関の文民職員、軍人の家族、関係市民を含むいくつかの会員区分が公開されている。その他の会員区分には支援企業（防衛関連産業のために）がある。協会会費には毎月発行の機関誌「アーミーマガジン」と、毎年10月に発行される「グリーンブック」の購読料が含まれている。「グリーンブック」は世界中の陸軍指導者執筆による記事が掲載され、そして合衆国陸軍に関する参照情報の年鑑である。会員に毎月「AUSAニュース」を配布している。「AUSAニュース」は陸軍の話題や関連するニュースと陸軍組織のサポートについてのレポートを特徴としている。

## 支部
合衆国陸軍協会は世界125箇所に支部を擁しており、これら支部は個人および法人会員を通じて合衆国陸軍の為のコミュニティサポートを提供する企画と活動を展開している。支部は陸軍と地元の民間コミュニティ間での連絡役を務めている。これら会員も強力な国防と陸軍の必要性を民間人に対して教育する事を手助けしている。支部は動員され、展開する将兵とその家族をサポートする様々な企画に参加している。典型的な支部活動としては著名な講演者を迎えての会員総会、コミュニティ貢献イベントや陸軍および優れた兵士に対しての特別表彰会を催している。